# عطر: قصة قاتل (فلم)
عطر: قصة قاتل هو فيلم إثارة ألماني صدر سنة 2006، من إخراج توم تايكور ومن بطولة بن ويشا، آلان ريكمان، راشيل هورد - وود وداستين هوفمان. الفيلم مقتبس من رواية العطر لـباتريك زوسكيند التي صدرت سنة 1985. تدور أحداث الفيلم حول جان باتيست جرونوي حاسة الشم وعن سعيه لإيجاد العطر الكامل.

## القصة
تبدأ أحداث الفيلم حيث يولد بطل الفيلم جان باتيست جرونوي، في أحد أسواق السمك الباريسية. رغم رغبة أمه المعتادة على التخلي على أبنائها من السفاح بالتخلص من الرضيع برميه وسط كومة قمامة، الا أن أمرها افتضح عندما انتبه المارة ورواد السوق لصرخات الطفل المتشبت بالحياة وهكذا تم انقاذ الطفل واقتياد أمه للإعدام، فينتهي المطاف بالرضيع في دار أيتام السيدة كايار التي تأوي الأطفال بمقابل مادي، وهناك عاش جرونوي سنوات طفولته الأولى منبوذاً من طرف أقرانه.
في سن التاسعة أنتقل جرونوي للعمل في مدبغة الدباغ جريمال الرجل الصارم الفظ بعد أن باعته السيدة كايار كعبد، ولكن فوراً بعد ان قبضت النقود تم سرقتها وقتلها من قبل لصان وهي عائدة إلى منزلها. وبعكس باقي الدباغين المتذمرين من روائح المدبغة النتنة كان جرونوي يعيش بشغف وسط كنز من الروائح والاكتشافات الحسية التي كانت تشحذ حاسة شمه الفذة.
أثناء تجوله في باريس في إحدى الليالي، انجذب جرونوي لرائحة فتاة شابة صهباء خضراء العينين، كانت رائحة ساحرة لجرونوي، مما ولد لديه رغبة شديدة في تملك عطر الفتاة فلاحقها متتبعاً رائحتها ولكن عندما صرخت خوفاً منه اغلق فمها بيده كي لا تجذب انتباه المارة من الطريق وعندما أزال يده عن فمها وجد بأنها ماتت من دون ان يقصد قتلها.
يغتنم جرونوي لقائه بالعطار بالديني ليستعرض أمامه مواهبه الشمية، فلا يتردد بالديني في انتشاله من مدبغة جريمال ليوظفه كعطار متعلم في معطرته المنتصبة فوق إحدى قناطر باريس. كان بالديني عطاراً عجوزاً ذا خبرة في تقنيات العطارة إلا أنه كان يعيش فترةً قاسية على صعيد عمله، وكان ظهور جرونوي في حياته فرصة لاسترجاع مجده الضائع ومواجهة المنافسة الشرسة من صناع العطور الباريسيين. وهكذا توطد بين الرجلين توافق ضمني: جرونوي يبتكر وصفات جديدة من العطور لفائدة بالديني مقابل اقتسام الأخير لمعارفه التقنية مع عطاره الشاب.
و هكذا نَمى جرونوي خبرته في تقنية التقطير التي تمكنه من استخلاص روائح الأزهار، إلا أنه سرعان ما صدم بعدم قابلية تطبيق نفس التقنية لاستخلاص روائح أشياء أخرى كالنحاس الأصفر والقطة وبالتالي رائحة البشر مثلاً. فسقط جرونوي طريح الفراش متأثرًا بصدمة تحطم طموحه في السيطرة على جميع روائح العالم، وحالما أخبره بالديني بإمكانية تعلم تقنيات أخرى أكثر تطوراً كالاستشراب في مدينة وحدات كمية الورق استرجع جرونوي عافيته وقرر الرحيل.
اضطر جرونوي للمكوث مدة أطول في عطارة بالديني لاحتياجه لشهادة العطارة التي قايض بالديني منحها له بابتكاره لمئة وصفة إضافية تضمن لبالديني استمرار رخاء عمله رغم رحيل جرونوي. في صبيحة اليوم الذي كان فيه جرونوي مغادراً ضواحي باريس متوجهًا إلى كراس انهارت معطرة بالديني فوق رأسه هو وزوجته.
خلال رحلته يعتكف جرونوي في إحدى مغارات أحد جبال كانتال ليمضي فترة طويلة وحده صانعاً عوالماً تخييلية من الروائح، إبان عزلته في جوف الجبل وعى جرونوي بحقيقة صادمة وهي عدم فرز جسده لروائح خاصة به وهو ما خلف صدمة قوية في خاطره خصوصاً وأنه لا يدرك العالم إلا عبر حاسة الشم، فكان إحساساً شبيهاً بعدم الوجود وهو ما حفزه لمغادرة الكهف واستئناف رحلته.
في مدينة وحدات كمية الورق، عاصمة صناعة العطور في فرنسا عمل جرونوي بفضل شهادة بالديني في معطرة السيدة أرنولفي، حيث يعمق معارفه التقنية خصوصاً في الاستشراب. أثناء مقامه في هذه المدينة يكتشف جرونوي وجود فتاة ذات عطر أخاذ وأبلغ أثراً من رائحة الصهباء التي قتلها، إنها لورا ريشي ابنة أحد أعيان المدينة فلا يزيده هذا الاكتشاف إلا مثابرة في التعلم لإيجاد طريقة تمكنه من استخلاص روائح الكائنات الحية.
حاول جرونوي بدأ تجربته مع فتاة ليل استئجرها، إلا أن طقوسه الغير مبررة بالنسبة لها أصابتها بالريبة ورفضت استكمال التجربة وقررت الرحيل، فصدمها بضربة على رأسها ماتت على أثرها واستخلص منها رائحتها واختبرها من خلال حاسة الشم لدى كلبها.
حينها يبدأ جرونوي في تنفيذ جرائم قتل متتالية بغرض استخلاص العطور الطبيعية لأجساد أجمل فتيات المدينة العذارى. وهكذا تغرق كراس في دوامة من الرعب حيث تستفيق المدينة بصفة دورية على جثث حليقات الرؤوس، وتنغمس في محاولة معرفة هوية القاتل المجهول. يختتم جرونوي جرائمه بقتل لورا ريشي، التي لم ينفع حدس والدها أنطوان والحماية الصارمة التي كان قد أحاطها بها في تفادي نفس مصير الفتيات التي سبقنها.
يتمكن جرونوي من تركيب أكثر العطور كمالاً بتوليف العطر المستخلص من جسد لورا بالعطور الـ 12 المستخلصة من أجساد باقي الضحايا. بعد افتضاح أمره ويلقى القبض عليه ليحكم عليه بالإعدام، وقبيل اقتياده لساحة المدينة لتنفيذ الحكم تحت أنظار الآلاف من سكان المدينة يتعطر جرونوي بعطره السحري ليفقد آلاف الحاضرين صوابهم ويدخلوا في مجون وعربدة جماعيين تحت أنظار جرونوي، بفضل سكرة عطره المعجزة يغدو جرونوي بريئًا في أعين جلاديه ويطلق سراحه فيغادر كراس ويعود إلى باريس حاملاً ما يكفي من العطر ليحكم العالم ولكنه يكتشف بأن عطره لن يجعله يُحِب أو ان يكون محبوباً كشخص طبيعي.
عند عودته لباريس يتجه لاشعورياً إلى مكان ولادته وهو سوق السمك. هناك يفرغ قارورة عطره السحري فوق جسده مما يحوله إلى ملاك في أعين العشرات من الأشخاص المتواجدين في نفس المكان، والذين أغلبهم من العاهرات والسكارى والمتشردين. ينجذب إليه هؤلاء لدرجة نهشهم لجسده، في الصباح التالي لم يبق لجان باتيست جرونوي وجود عدا ملابسه وقارورة عطره الفارغة التي سقط منها اخر قطرة.

## الاختلافات بين الرواية والفيلم
فيما يلي الاختلافات الموجودة بين حبكة الرواية وسيناريو الفيلم:
- أعدمت أم جرونوي بالمقصلة في الرواية بينما أعدمت شنقا في الفيلم.
- تم تغيير اسم شخصية «لور ريشي» إلى «لورا ريشي» في الفيلم.
- تجاهل الفيلم أحداث الفصول المرتبطة بمونبيلييه وشخصية الماركي دو لاطاياد اسبيناس.
- الرواية تقدم جرونوي كإنسان قبيح المنظر وهو ما لم يؤخذ به في سيناريو الفيلم.
- تعمر السيدة كايار طويلًا بعد بيعها جرونوي للدباغ جريمال، خلافا للفيلم حيث يذبحها لصان مباشرة بعد مغادرتها المدبغة.

## وصلات خارجية
- الموقع الرسمي
- مقالات تستعمل روابط فنية بلا صلة مع ويكي بيانات